# 수공 (연호)
수공(垂拱, 685년 ~ 688년)은 당나라(唐) 예종(睿宗) 이단(李旦)의 세번째 연호이자 측천무후(則天武后) 섭정 시기의 연호이다. 4년 동안 사용하였다. 

## 개원
- 광택(光宅) 원년 1월 1일[1](685년 2월 9일)에 연호를 수공(垂拱)으로 개원함.[2][3][4][5]

- 수공(垂拱) 5년 1월 1일[6](689년 1월 27일)에 연호를 영창(永昌)으로 개원함.[2][3][7][5]

## 연대 대조표
| 수공       | 원년       | 2년        | 3년        | 4년        |
| 서기(西紀) | 685년      | 686년      | 687년      | 688년      |
| 간지(干支) | 을유(乙酉) | 병술(丙戌) | 정해(丁亥) | 무자(戊子) |

## 동시대 연호

### 일본
- 슈초(朱鳥) (686년)

## 같이 보기
- 중국의 연호 목록